# Missão (jogos eletrônicos)
Uma missão, ou quest, é uma tarefa em videogames que um personagem, grupo ou grupo de personagens controlados pelo jogador pode completar para ganhar uma recompensa. As missões são mais comumente vistas em jogos de RPG e jogos multijogador massivo online (MMORPGs). As recompensas podem incluir loot como itens ou moeda do jogo, acesso a novos estágios ou áreas, um aumento na experiência do personagem para aprender novas habilidades e habilidades ou qualquer combinação dos itens acima.
As missões geralmente se enquadram em vários tipos, como missões para matar, missões de coleta, missões de entrega/"busca" e missões de escolta. No entanto, as missões podem incluir mais de uma tarefa, como coletar algo e transportá-lo para algum lugar. As missões podem ser vinculadas para formar séries ou cadeias de missões. Dessa forma, as missões são usadas para fornecer ao jogador mais informações sobre o cenário em que seus personagens estão. Esse mecanismo também é usado para avançar qualquer história ou enredo que o jogo possa ter.
Muitos tipos de missões são chamados de "sidequests". Estas são missões que se desviam do enredo principal e não são necessárias para completar o jogo.

## Visão geral

Jogos geralmente indicam em texto (e/ou com uma marcação) qual é o objetivo principal da missão

No sentido mais geral, uma busca é uma "caça por um resultado específico", em contraste com simplesmente ganhar um jogo. Missões típicas envolvem matar um número definido de criaturas ou coletar uma lista de itens específicos. Algumas missões podem levar apenas alguns minutos ou horas para serem concluídas, enquanto outras podem levar vários dias ou semanas. Muitas vezes, quanto maior a recompensa, mais tempo a missão leva para terminar, e é comum que uma missão exija que os personagens tenham cumprido um certo conjunto de pré-condições antes de serem autorizados a começar.
Missões são uma ferramenta usada em jogos de RPG para evitar colocar os jogadores em uma posição em que eles apenas executem uma ação repetitiva, como matar criaturas. Os jogadores podem estar realizando esta atividade para ganhar novas habilidades e progredir para novas áreas, ou para ganhar dinheiro no jogo para comprar novos itens, como armaduras e equipamentos. Esse processo, comumente conhecido como "grinding", pode retardar a progressão de um personagem no jogo e, em última análise, limitar a diversão do jogador. Ter várias missões para os personagens enfrentar é visto como uma maneira de fornecer variedade e combater a necessidade de grinding nesses tipos de jogos.
Uma sidequest é uma seção opcional de um videogame e é comumente encontrada em videogames de RPG. É uma missão menor dentro de um enredo maior e pode ser usada como um meio de fornecer estruturas não lineares para uma trama linear. Como regra geral, a realização de sidequests não é essencial para que o jogo seja finalizado, mas pode trazer diversos benefícios ao personagem do jogador.

## Tipos de missões comuns

### Missões para matar
Uma missão para matar envia o personagem para matar um número específico de criaturas nomeadas ou um NPC específico (personagem não jogável). Esses tipos de missões geralmente exigem que o personagem traga provas de seu trabalho, como troféus ou partes do corpo (presas de javali, peles de lobo, etc.).[carece de fontes?]

### Missões de combo
A missão de combo exige que um jogador ataque certos inimigos ou estruturas com uma combinação de ataques até que o número necessário de combos seja alcançado. Inimigos nessas missões geralmente são imortais ou infinitos em número, até que o jogador seja bem sucedido. Nesse ponto, os inimigos seriam mortos ou parariam de aparecer.[carece de fontes?]

### Missões de entrega
Outro tipo de missão é a missão de entrega, que envolve o personagem sendo enviado para entregar um item de um local para outro. Às vezes, o personagem pode precisar coletar o item primeiro, em vez de receber o item para entregar ao iniciar a missão. Essas missões são desafiadoras ao pedir ao personagem que viaje por terrenos desconhecidos ou perigosos, às vezes enfrentando um limite de tempo.

### Missões de coleta
As missões de coleta, também conhecidas como missões de coleta ou missões de busca, exigem que um personagem colete vários itens. Estes podem ser coletados de um local ou ambiente, ou exigir que o personagem mate criaturas para coletar os itens necessários. A missão também pode exigir que o personagem colete vários itens diferentes, por exemplo, para montar um dispositivo.

### Missões de escolta
A missão de escolta é uma combinação de matar inimigos para manter o bem-estar de um personagem não jogável (NPC), enquanto explora uma área ao lado desse NPC. Uma missão de escolta típica envolveria proteger um personagem enquanto ele se move por uma área infestada de inimigos. Na maioria das vezes, a missão exigirá que o jogador mate vários inimigos para garantir a segurança do NPC. As missões de escolta podem ser benéficas, forçando os jogadores a se concentrarem em uma área específica para demonstrar uma cena ou revelar uma seção do enredo. As missões de escolta também podem ser usadas para induzir um personagem de um local para outro, levando o jogador ao longo de uma rota ou caminho. No entanto, problemas com esse tipo de missão podem ocorrer se a inteligência artificial que controla o NPC fizer com que o NPC se comporte de maneiras inesperadas ou imanejável. Como muitas missões de escolta são frequentemente vistas como mal feitas, elas são muito impopulares entre a comunidade de jogadores.

### Missões de sintaxe
Um fenômeno exclusivo dos jogos baseados em texto, as missões de sintaxe dependem de adivinhar a sintaxe correta a ser usada para realizar uma operação (tipicamente simples).[carece de fontes?]

### Missões híbridas
Elementos dos tipos acima podem ser combinados para fazer missões mais complexas. Por exemplo, uma missão pode exigir que o jogador encontre as peças necessárias para montar uma arma específica (missão de coleta) e, em seguida, use essas peças para matar um inimigo específico (missão para matar). As missões híbridas também podem incluir quebra-cabeças e enigmas.[carece de fontes?]

## Cadeias de missões
Uma cadeia de missões é um grupo de missões que são concluídas em sequência. A conclusão de cada missão é um pré-requisito para iniciar a próxima missão na cadeia. As missões geralmente aumentam em dificuldade à medida que o jogador progride na cadeia. As missões normalmente revelam um único enredo em estágios, onde os eventos durante os estágios do enredo explicam o motivo ou razões para as diferentes missões. As cadeias de missões também podem começar com missões de abertura ou de migalhas de pão, a fim de incentivar os personagens a viajar para uma nova área, onde mais elementos da cadeia de missões são revelados. Por meio de mecanismos como esses, o cenário de um determinado local é explicado ao jogador, com o enredo sendo divulgado à medida que o personagem avança.